# Eleições autárquicas de 2013 no Seixal
As eleições autárquicas de 2013 serviram para eleger os membros para os diferentes órgãos do poder local no Concelho de Seixal.
A Coligação Democrática Unitária voltou a vencer as eleições no concelho, ao obter 43,4% dos votos, e, mantendo a maioria absoluta na vereação da câmara.

## Resultados Oficiais
Os resultados para os diferentes órgãos do poder local no concelho de Seixal foram os seguintes:

#### Câmara Municipal
| Partido                 | Partido                        | Votos   | %               | +/-  | Vereadores | +/-     |
| ----------------------- | ------------------------------ | ------- | --------------- | ---- | ---------- | ------- |
|                         | Coligação Democrática Unitária | 22 658  | 43,42 / 100,00  | 4,43 | 6 / 11     | Estável |
|                         | Partido Socialista             | 12 409  | 23,78 / 100,00  | 1,37 | 3 / 11     | Estável |
|                         | Partido Social Democrata       | 5 611   | 10,75 / 100,00  | 3,07 | 1 / 11     | Estável |
|                         | Bloco de Esquerda              | 3 439   | 6,59 / 100,00   | 0,32 | 1 / 11     | Estável |
|                         | CDS – Partido Popular          | 1 438   | 2,76 / 100,00   | 2,47 | 0 / 11     | Estável |
|                         | Partido Trabalhista Português  | 794     | 1,52 / 100,00   | -    | 0 / 11     | -       |
|                         | PCTP/MRPP                      | 717     | 1,37 / 100,00   | -    | 0 / 11     | -       |
| Votos Inválidos         | Votos Inválidos                | 5 119   | 9,81 / 100,00   | 6,61 |            |         |
| Total                   | Total                          | 52 185  | 100,00 / 100,00 |      | 11 / 11    |         |
| Eleitorado/Participação | Eleitorado/Participação        | 134 303 | 38,86 / 100,00  | 7,27 |            |         |

#### Assembleia Municipal
| Partido                 | Partido                        | Votos   | %               | +/-  | Mandatos | +/-     |
| ----------------------- | ------------------------------ | ------- | --------------- | ---- | -------- | ------- |
|                         | Coligação Democrática Unitária | 22 591  | 43,29 / 100,00  | 2,24 | 16 / 33  | Estável |
|                         | Partido Socialista             | 12 866  | 24,65 / 100,00  | 1,35 | 9 / 33   | 1       |
|                         | Partido Social Democrata       | 5 864   | 11,24 / 100,00  | 3,06 | 4 / 33   | 1       |
|                         | Bloco de Esquerda              | 4 070   | 7,80 / 100,00   | 0,32 | 3 / 33   | 1       |
|                         | CDS – Partido Popular          | 1 562   | 2,99 / 100,00   | 2,44 | 1 / 33   | 1       |
| Votos Inválidos         | Votos Inválidos                | 5 238   | 10,04 / 100,00  | 6,72 |          |         |
| Total                   | Total                          | 52 191  | 100,00 / 100,00 |      | 33 / 33  |         |
| Eleitorado/Participação | Eleitorado/Participação        | 134 303 | 38,86 / 100,00  | 7,29 |          |         |

#### Juntas de Freguesia
| Partido                 | Partido                        | Votos   | %               | +/-  | Presidentes | Mandatos | +/- |
| ----------------------- | ------------------------------ | ------- | --------------- | ---- | ----------- | -------- | --- |
|                         | Coligação Democrática Unitária | 23 685  | 45,38 / 100,00  | 2,00 | 4 / 4       | 41 / 74  | 12  |
|                         | Partido Socialista             | 12 464  | 23,88 / 100,00  | 0,85 | 0 / 4       | 20 / 74  | 1   |
|                         | Partido Social Democrata       | 5 613   | 10,75 / 100,00  | 4,81 | 0 / 4       | 9 / 74   | 5   |
|                         | Bloco de Esquerda              | 3 740   | 7,17 / 100,00   | 0,69 | 0 / 4       | 4 / 74   | 1   |
|                         | CDS – Partido Popular          | 1 480   | 2,84 / 100,00   | 0,43 | 0 / 4       | 0 / 74   | 1   |
|                         | Partido Trabalhista Português  | 149     | 0,29 / 100,00   | -    | 0 / 4       | 0 / 74   | -   |
| Votos Inválidos         | Votos Inválidos                | 5 063   | 9,70 / 100,00   | 6,21 |             |          |     |
| Total                   | Total                          | 52 194  | 100,00 / 100,00 |      | 4 / 4       | 74 / 74  | 20  |
| Eleitorado/Participação | Eleitorado/Participação        | 134 303 | 38,86 / 100,00  | 7,29 |             |          |     |

## Resultados por Freguesia

### Câmara Municipal
| Freguesia                                | %     | %     | %     | %    | %    | %    | %    | Votantes |
| Freguesia                                | CDU   | PS    | PSD   | BE   | CDS  | PTP  | PCTP | Votantes |
| ---------------------------------------- | ----- | ----- | ----- | ---- | ---- | ---- | ---- | -------- |
| Amora                                    | 42,95 | 26,03 | 10,99 | 6,57 | 2,30 | 0,77 | 1,53 | 15 408   |
| Corroios                                 | 42,06 | 21,08 | 11,59 | 6,63 | 3,29 | 3,31 | 1,30 | 15 571   |
| Fernão Ferro                             | 33,84 | 28,10 | 15,70 | 6,79 | 3,06 | 0,85 | 1,30 | 6 007    |
| Seixal, Arrentela e Aldeia de Paio Pires | 49,08 | 22,56 | 7,70  | 6,49 | 2,55 | 0,72 | 1,32 | 15 199   |
| Seixal                                   | 43,42 | 23,78 | 10,75 | 6,59 | 2,76 | 1,52 | 1,37 | 52 185   |

#### Amora
| Partido                 | Partido                        | Votos  | %               | +/-  |
| ----------------------- | ------------------------------ | ------ | --------------- | ---- |
|                         | Coligação Democrática Unitária | 6 617  | 42,95 / 100,00  | 4,77 |
|                         | Partido Socialista             | 4 010  | 26,03 / 100,00  | 2,64 |
|                         | Partido Social Democrata       | 1 693  | 10,99 / 100,00  | 2,35 |
|                         | Bloco de Esquerda              | 1 012  | 6,57 / 100,00   | 0,36 |
|                         | CDS – Partido Popular          | 354    | 2,30 / 100,00   | 3,07 |
|                         | PCTP/MRPP                      | 236    | 1,53 / 100,00   | -    |
|                         | Partido Trabalhista Português  | 118    | 0,77 / 100,00   | -    |
| Votos Inválidos         | Votos Inválidos                | 1 368  | 8,87 / 100,00   | 5,97 |
| Total                   | Total                          | 15 408 | 100,00 / 100,00 |      |
| Eleitorado/Participação | Eleitorado/Participação        | 42 361 | 36,37 / 100,00  | 6,68 |

#### Corroios
| Partido                 | Partido                        | Votos  | %               | +/-  |
| ----------------------- | ------------------------------ | ------ | --------------- | ---- |
|                         | Coligação Democrática Unitária | 6 549  | 42,06 / 100,00  | 2,06 |
|                         | Partido Socialista             | 3 282  | 21,08 / 100,00  | 1,69 |
|                         | Partido Social Democrata       | 1 804  | 11,59 / 100,00  | 3,57 |
|                         | Bloco de Esquerda              | 1 033  | 6,63 / 100,00   | 0,65 |
|                         | Partido Trabalhista Português  | 516    | 3,31 / 100,00   | -    |
|                         | CDS – Partido Popular          | 513    | 3,29 / 100,00   | 2,85 |
|                         | PCTP/MRPP                      | 203    | 1,30 / 100,00   | -    |
| Votos Inválidos         | Votos Inválidos                | 1 671  | 10,74 / 100,00  | 7,31 |
| Total                   | Total                          | 15 571 | 100,00 / 100,00 |      |
| Eleitorado/Participação | Eleitorado/Participação        | 40 631 | 38,32 / 100,00  | 8,38 |

#### Fernão Ferro
| Partido                 | Partido                        | Votos  | %               | +/-  |
| ----------------------- | ------------------------------ | ------ | --------------- | ---- |
|                         | Coligação Democrática Unitária | 2 033  | 33,84 / 100,00  | 4,10 |
|                         | Partido Socialista             | 1 688  | 28,10 / 100,00  | 5,59 |
|                         | Partido Social Democrata       | 943    | 15,70 / 100,00  | 7,23 |
|                         | Bloco de Esquerda              | 408    | 6,79 / 100,00   | 0,25 |
|                         | CDS – Partido Popular          | 184    | 3,06 / 100,00   | 2,07 |
|                         | PCTP/MRPP                      | 78     | 1,30 / 100,00   | -    |
|                         | Partido Trabalhista Português  | 51     | 0,85 / 100,00   | -    |
| Votos Inválidos         | Votos Inválidos                | 622    | 10,36 / 100,00  | 6,32 |
| Total                   | Total                          | 6 007  | 100,00 / 100,00 |      |
| Eleitorado/Participação | Eleitorado/Participação        | 13 423 | 44,75 / 100,00  | 9,28 |

#### Seixal, Arrentela e Aldeia de Paio Pires
| Partido                 | Partido                        | Votos  | %               | +/-  |
| ----------------------- | ------------------------------ | ------ | --------------- | ---- |
|                         | Coligação Democrática Unitária | 7 459  | 49,08 / 100,00  | 6,50 |
|                         | Partido Socialista             | 3 429  | 22,56 / 100,00  | 1,66 |
|                         | Partido Social Democrata       | 1 171  | 7,70 / 100,00   | 1,91 |
|                         | Bloco de Esquerda              | 986    | 6,49 / 100,00   | 0,05 |
|                         | CDS – Partido Popular          | 387    | 2,55 / 100,00   | 1,59 |
|                         | PCTP/MRPP                      | 200    | 1,32 / 100,00   | -    |
|                         | Partido Trabalhista Português  | 109    | 0,72 / 100,00   | -    |
| Votos Inválidos         | Votos Inválidos                | 1 458  | 9,59 / 100,00   | 6,60 |
| Total                   | Total                          | 15 199 | 100,00 / 100,00 |      |
| Eleitorado/Participação | Eleitorado/Participação        | 37 888 | 40,12 / 100,00  | 6,66 |

### Assembleia Municipal
| Freguesia                                | %     | %     | %     | %    | %    | Votantes |
| Freguesia                                | CDU   | PS    | PSD   | BE   | CDS  | Votantes |
| ---------------------------------------- | ----- | ----- | ----- | ---- | ---- | -------- |
| Amora                                    | 42,85 | 26,05 | 11,51 | 7,70 | 2,71 | 15 409   |
| Corroios                                 | 41,82 | 23,81 | 11,92 | 8,15 | 3,36 | 15 575   |
| Fernão Ferro                             | 34,14 | 27,93 | 16,15 | 7,92 | 3,08 | 6 007    |
| Seixal, Arrentela e Aldeia de Paio Pires | 48,85 | 22,80 | 8,32  | 7,49 | 2,87 | 15 200   |
| Seixal                                   | 43,29 | 24,65 | 11,24 | 7,80 | 2,99 | 52 191   |

#### Amora
| Partido                 | Partido                        | Votos  | %               | +/-  |
| ----------------------- | ------------------------------ | ------ | --------------- | ---- |
|                         | Coligação Democrática Unitária | 6 602  | 42,85 / 100,00  | 2,41 |
|                         | Partido Socialista             | 4 014  | 26,05 / 100,00  | 2,27 |
|                         | Partido Social Democrata       | 1 773  | 11,51 / 100,00  | 2,31 |
|                         | Bloco de Esquerda              | 1 186  | 7,70 / 100,00   | 0,46 |
|                         | CDS – Partido Popular          | 418    | 2,71 / 100,00   | 3,17 |
| Votos Inválidos         | Votos Inválidos                | 1 416  | 9,19 / 100,00   | 6,09 |
| Total                   | Total                          | 15 409 | 100,00 / 100,00 |      |
| Eleitorado/Participação | Eleitorado/Participação        | 42 361 | 36,38 / 100,00  | 6,64 |

#### Corroios
| Partido                 | Partido                        | Votos  | %               | +/-  |
| ----------------------- | ------------------------------ | ------ | --------------- | ---- |
|                         | Coligação Democrática Unitária | 6 513  | 41,82 / 100,00  | 0,20 |
|                         | Partido Socialista             | 3 708  | 23,81 / 100,00  | 0,84 |
|                         | Partido Social Democrata       | 1 856  | 11,92 / 100,00  | 3,51 |
|                         | Bloco de Esquerda              | 1 269  | 8,15 / 100,00   | 0,40 |
|                         | CDS – Partido Popular          | 523    | 3,36 / 100,00   | 2,47 |
| Votos Inválidos         | Votos Inválidos                | 1 706  | 10,96 / 100,00  | 7,45 |
| Total                   | Total                          | 15 575 | 100,00 / 100,00 |      |
| Eleitorado/Participação | Eleitorado/Participação        | 40 631 | 38,33 / 100,00  | 8,45 |

#### Fernão Ferro
| Partido                 | Partido                        | Votos  | %               | +/-  |
| ----------------------- | ------------------------------ | ------ | --------------- | ---- |
|                         | Coligação Democrática Unitária | 2 051  | 34,14 / 100,00  | 2,11 |
|                         | Partido Socialista             | 1 678  | 27,93 / 100,00  | 5,32 |
|                         | Partido Social Democrata       | 970    | 16,15 / 100,00  | 7,40 |
|                         | Bloco de Esquerda              | 476    | 7,92 / 100,00   | 0,12 |
|                         | CDS – Partido Popular          | 185    | 3,08 / 100,00   | 2,42 |
| Votos Inválidos         | Votos Inválidos                | 647    | 10,77 / 100,00  | 6,73 |
| Total                   | Total                          | 6 007  | 100,00 / 100,00 |      |
| Eleitorado/Participação | Eleitorado/Participação        | 13 423 | 44,75 / 100,00  | 9,28 |

#### Seixal, Arrentela e Aldeia de Paio Pires
| Partido                 | Partido                        | Votos  | %               | +/-  |
| ----------------------- | ------------------------------ | ------ | --------------- | ---- |
|                         | Coligação Democrática Unitária | 7 425  | 48,85 / 100,00  | 4,13 |
|                         | Partido Socialista             | 3 466  | 22,80 / 100,00  | 1,24 |
|                         | Partido Social Democrata       | 1 265  | 8,32 / 100,00   | 1,95 |
|                         | Bloco de Esquerda              | 1 139  | 7,49 / 100,00   | 0,15 |
|                         | CDS – Partido Popular          | 436    | 2,87 / 100,00   | 1,60 |
| Votos Inválidos         | Votos Inválidos                | 1 469  | 9,67 / 100,00   | 6,58 |
| Total                   | Total                          | 15 200 | 100,00 / 100,00 |      |
| Eleitorado/Participação | Eleitorado/Participação        | 37 888 | 40,12 / 100,00  | 6,66 |

### Juntas de Freguesia

#### Amora
| Partido                 | Partido                        | Votos  | %               | +/-  | Mandatos | +/-     |
| ----------------------- | ------------------------------ | ------ | --------------- | ---- | -------- | ------- |
|                         | Coligação Democrática Unitária | 6 663  | 43,24 / 100,00  | 2,59 | 11 / 21  | Estável |
|                         | Partido Socialista             | 3 966  | 25,74 / 100,00  | 1,97 | 6 / 21   | 1       |
|                         | Partido Social Democrata       | 1 759  | 11,41 / 100,00  | 2,12 | 3 / 21   | Estável |
|                         | Bloco de Esquerda              | 1 114  | 7,23 / 100,00   | 0,65 | 1 / 21   | Estável |
|                         | CDS – Partido Popular          | 373    | 2,42 / 100,00   | 3,47 | 0 / 21   | 1       |
|                         | Partido Trabalhista Português  | 149    | 0,97 / 100,00   | -    | 0 / 21   | -       |
| Votos Inválidos         | Votos Inválidos                | 1 386  | 9,00 / 100,00   | 5,89 |          |         |
| Total                   | Total                          | 15 410 | 100,00 / 100,00 |      | 21 / 21  |         |
| Eleitorado/Participação | Eleitorado/Participação        | 42 361 | 36,38 / 100,00  | 6,64 |          |         |

#### Corroios
| Partido                 | Partido                        | Votos  | %               | +/-  | Mandatos | +/-     |
| ----------------------- | ------------------------------ | ------ | --------------- | ---- | -------- | ------- |
|                         | Coligação Democrática Unitária | 7 054  | 45,29 / 100,00  | 0,01 | 12 / 21  | 2       |
|                         | Partido Socialista             | 3 505  | 22,50 / 100,00  | 1,85 | 5 / 21   | Estável |
|                         | Partido Social Democrata       | 1 763  | 11,32 / 100,00  | 6,24 | 3 / 21   | Estável |
|                         | Bloco de Esquerda              | 1 124  | 7,22 / 100,00   | 0,88 | 1 / 21   | Estável |
|                         | CDS – Partido Popular          | 525    | 3,37 / 100,00   | -    | 0 / 21   | -       |
| Votos Inválidos         | Votos Inválidos                | 1 605  | 10,30 / 100,00  | 6,49 |          |         |
| Total                   | Total                          | 15 576 | 100,00 / 100,00 |      | 21 / 21  | 2       |
| Eleitorado/Participação | Eleitorado/Participação        | 40 631 | 38,34 / 100,00  | 8,45 |          |         |

#### Fernão Ferro
| Partido                 | Partido                        | Votos  | %               | +/-  | Mandatos | +/-     |
| ----------------------- | ------------------------------ | ------ | --------------- | ---- | -------- | ------- |
|                         | Coligação Democrática Unitária | 2 205  | 36,71 / 100,00  | 2,65 | 6 / 13   | Estável |
|                         | Partido Socialista             | 1 592  | 26,50 / 100,00  | 6,99 | 4 / 13   | 1       |
|                         | Partido Social Democrata       | 950    | 15,81 / 100,00  | 9,75 | 2 / 13   | 1       |
|                         | Bloco de Esquerda              | 445    | 7,41 / 100,00   | 0,39 | 1 / 13   | Estável |
|                         | CDS – Partido Popular          | 180    | 3,00 / 100,00   | 1,86 | 0 / 13   | Estável |
| Votos Inválidos         | Votos Inválidos                | 635    | 10,57 / 100,00  | 6,88 |          |         |
| Total                   | Total                          | 6 007  | 100,00 / 100,00 |      | 13 / 13  |         |
| Eleitorado/Participação | Eleitorado/Participação        | 13 423 | 44,75 / 100,00  | 9,28 |          |         |

#### Seixal, Arrentela e Aldeia de Paio Pires
| Partido                 | Partido                        | Votos  | %               | Mandatos |
| ----------------------- | ------------------------------ | ------ | --------------- | -------- |
|                         | Coligação Democrática Unitária | 7 763  | 51,07 / 100,00  | 12 / 19  |
|                         | Partido Socialista             | 3 401  | 22,37 / 100,00  | 5 / 19   |
|                         | Partido Social Democrata       | 1 141  | 7,51 / 100,00   | 1 / 19   |
|                         | Bloco de Esquerda              | 1 057  | 6,95 / 100,00   | 1 / 19   |
|                         | CDS – Partido Popular          | 402    | 2,64 / 100,00   | 0 / 19   |
| Votos Inválidos         | Votos Inválidos                | 1 437  | 9,46 / 100,00   |          |
| Total                   | Total                          | 15 201 | 100,00 / 100,00 | 19 / 19  |
| Eleitorado/Participação | Eleitorado/Participação        | 37 888 | 40,12 / 100,00  |          |

#### Juntas antes e depois das Eleições
| Freguesia                                | 2009-2013   | 2009-2013                      | 2009-2013      | 2013-2017 | 2013-2017                      | 2013-2017      |
| ---------------------------------------- | ----------- | ------------------------------ | -------------- | --------- | ------------------------------ | -------------- |
| Amora                                    |             | Coligação Democrática Unitária | 45,83 / 100,00 |           | Coligação Democrática Unitária | 43,24 / 100,00 |
| Corroios                                 |             | Coligação Democrática Unitária | 45,28 / 100,00 |           | Coligação Democrática Unitária | 45,29 / 100,00 |
| Fernão Ferro                             |             | Coligação Democrática Unitária | 39,36 / 100,00 |           | Coligação Democrática Unitária | 36,71 / 100,00 |
| Seixal, Arrentela e Aldeia de Paio Pires | Não Existia | Não Existia                    | Não Existia    |           | Coligação Democrática Unitária | 51,07 / 100,00 |